# حبيل شداد (عبس)

تعديل مصدري - تعديل

حبيل شداد هي إحدى قرى عزلة بني حسن بمديرية عبس التابعة لمحافظة حجة، بلغ تعداد سكانها 98 نسمة حسب تعداد اليمن لعام 2004.